# Lac des Chicots (Sainte-Thècle)
Pour l’article homonyme, voir Chicot.
Le Lac des Chicots (désigné populairement "Lac-aux-chicots") est situé à Sainte-Thècle, dans la MRC de Mékinac, en Mauricie, au Québec, Canada. Situé au cœur de la localité, ce lac part du "village d'en bas" de Sainte-Thècle derrière l'église catholique, et s'étend en longueur vers le sud-ouest en direction de Saint-Tite, jusqu'à la croisée des chemins Saint-Michel-Sud et Saint-Pierre-Sud.
Le noyau initial de la localité de Sainte-Thècle s'est constitué autour de ce lac. Le village avait commencé à se développer sur la bande de terre entre le "lac des Chicots" et le lac Croche. Au début de la colonisation de Sainte-Thècle, le rôle du "lac des chicots" a été important notamment pour le transport, la pêche, l'approvisionnement en eau potable par le biais des sources avoisinantes, l'agriculture...

## Toponymie
Le toponyme « Lac des chicots » a été adopté par les premiers colons, à cause du grand nombre de chicots. À l'arrivée des pionniers, à partir surtout de 1869 (malgré le premier camp de chasse et pêche construit par la famille de Pierre Ayotte en 1867), plusieurs zones du lac étaient parsemées de troncs d'arbres submergés, dû à un affaissement du terrain environnant, au pied de la longue falaise séparant les rangs Saint-Michel et Saint-Pierre de Sainte-Thècle.
Au XIXe siècle, les pionniers profitaient de la glace en hiver pour couper ces chicots. Sous l'effet de tremblements de terre et de l'érosion, le rang Saint-Michel s'est affaissé, alors que le rang Saint-Pierre est situé en haut de la falaise. Dans un rapport d'inspection rédigé en 1933, M. Grenier (âgé alors de 80 ans) qui était interrogé disait alors que vers 1880, les pionniers se promenaient en canots entre les arbres submergés.
La Banque des noms de lieux de la Commission de toponymie du Québec comporte 29 toponymes utilisant le qualificatif « Chicots ». Le toponyme « Lac des chicots » (Sainte-Thècle) a été inscrit officiellement le 5 décembre 1968 à la Banque des noms de lieux de la Commission de toponymie du Québec.

## Géographie
Le Lac des Chicots de Sainte-Thècle a une forme de croix allongée, dans l'axe nord-est vers le sud-est. Ce lac comporte trois sections et plusieurs baies. Il mesure deux kilomètres de longueur. Sa largeur maximale est de 0,8 km, à la hauteur des bras de la croix, soit le détroit de 320 mètres menant à son embouchure du côté nord et la baie Vandal où est aménagé une rampe municipale de mise-à-l'eau, du côté sud-est du lac. Le lac des chicots s'abreuve de plusieurs ruisseaux, notamment :
- à l'extrémité sud-ouest du lac, dont la décharge du petit lac Auguste-Leblanc (de forme ronde d'environ 160 m. de diamètre et situé tout près de l'extrémité sud-ouest du lac des chicots), la décharge de 1,5 km du lac à la Peinture (lequel a une longueur de 160 m. et est situé à seulement trois largeurs de lots des limites de Saint-Tite) et le lac Rose (situé juste au sud du lac à la Peinture) ;
- le ruisseau Vandal qui se décharge dans le lac des Chicots au sud-ouest du village (dans le rang Saint-Pierre-Sud). Le toponyme du ruisseau dérive du fait que la tête du ruisseau est située sur les anciens lots possédés par Alfred Vandal au rang Saint-Georges. La branche Arthur Groleau qui débute sur les ex-lots d'Arthur Groleau (au rang Saint-Pierre-Nord) coule vers le Sud en traversant les rues Notre-Dame et Bédard. Le ruisseau Arthur Groleau rejoint le ruisseau Vandal à 110 m. au sud du pont de la rue Bédard et à 330 mètres de l'embouchure du ruisseau Vandal[5],[6].

Chaîne de lacs
Le lac des Chicots fait partie d'une série de lacs enlignés dans l'axe Nord-Est vers le Sud-Ouest sur 13,4 km, entre l'embouchure du lac en Cœur au nord d'Hervey-Jonction et la ville de Saint-Tite : lac en Cœur, lac des tounes, Lac Croche, lac des chicots, lac Bourdais, lac à peinture, lac Rose, lac Trottier, lac à la Perchaude et l'ancien lac Kapibouska (formé par un renflement de la rivière des Envies) dans la ville de Saint-Tite. Entre l'extrémité sud-ouest du lac des chicots, et la limite de Saint-Tite, l'on compte 13 lots sur 2,2 km.
À cause d'une fracture géologique de l'écorce terreste, le lac des chicots et le lac Croche sont situés au pied d'une longue falaise plus ou moins régulière (située du côté est de cette chaine de lacs). Cette chaine de lac est bordée du côté est par le rang Saint-Pierre, qui s'est colonisé rapidement après le rang Saint-Michel et Saint-Joseph. L'ancienne butte du site de l'église actuelle constituait le point dominant de cette falaise.
Décharge
Le ruisseau de la décharge du lac des Chicots coule vers l'ouest sur 1,9 km (mesuré par l'eau en tenant compte des serpentins) pour se déverser dans la rivière des Envies, au rang Saint-Joseph. Tandis que le ruisseau de la décharge du lac Croche (l'embouchure étant située à l'extrême sud-ouest du lac) coule sur un km (soit 0,45 km vers l'ouest où il croise un ruisseau irriguant le rang Saint-Michel-Nord et 0,55 km vers le sud) pour rejoindre le ruisseau de la décharge du lac des Chicots à l'endroit où Clément Saint-Amand avait exploité un moulin à scie, au rang Saint-Michel-Sud.
En 1976, le niveau du lac des Chicots a été abaissée afin de reconstruire en ciment le barrage à la décharge du lac. Les municipalités du village et de la paroisse de Sainte-Thècle se sont joints dans une campagne d'enlèvement des chicots et de nettoyage des débris immergés provenant des anciens petits dépotoirs familiaux.
Rampe municipale de mise à l'eau
Une rampe municipale de mise à l'eau des embarcations est située sur la rive nord-est de la baie Vandal, au sud-ouest du village (rue Saint-Jacques) sur le bord du détroit (de 330 mètres de long) au fond duquel se déverse le ruisseau Vandal, provenant du village de la gare et du rang St-Georges. Ce ruisseau coule surtout sur l'ancien lot de terre de Philippe Gervais, lequel a été acquis par la suite par Rosaire Bédard, laitier. Le lac des Chicots est renommé pour la pêche sportive.
Autres caractéristiques
Ce lac couvre une superficie de 164 acres. Sa profondeur maximum est de 22,6 mètres (74 pieds). Les caractères physio-chimiques de l'eau : P.H. de 7.3 à 8.8. Oxygène dissout : 10 ppm (parties par million). Transparence : 3 pieds.
Initialement, le territoire autour du lac des Chicots a été exploité pour la foresterie et l'agriculture. Aujourd'hui, ce lac est pleinement en zone agricole, sauf la section du village (située au nord-est du lac, étant bordé par le village d'en bas et le secteur de la rue Saint-Jacques (entre l'église et l'intersection de la rue Bédard)).

## Histoire
La colonisation du territoire de Sainte-Thècle, situé dans la Seigneurie de Sainte-Anne-de-la-Pérade, a commencé par le défrichement des lots du rang Saint-Michel qui borde du côté nord-ouest les lacs des Chicots et Croche. Au tout début de la colonisation locale (jusque vers 1876), une première route rudimentaire de forêt reliait la route du rang des Pointes de Saint-Tite à ce territoire forestier (situé plus au nord-est) qui s'ouvrait à la colonisation.
Trajet entre Saint-Tite et Sainte-Thècle
Avant la construction de routes et de ponts enjambant les calvettes, les routes de glace sur les lac des Chicots et Lac Croche permettaient aux familles de colons de se déplacer en hiver vers Saint-Tite, chef-lieu de la région, ou encore vers les chantiers forestiers, jusqu'au lac du Missionnaire. En été, les colons utilisaient des chalands ou des embarcations légères sur le lac des Chicots.
La distance totale par la route (via le rang des Pointes) entre Sainte-Thècle et Saint-Tite était de 12,1 km. La distance entre l'église de Sainte-Thècle et l'extrémité sud-ouest du lac des Chicots est de 2,7 km par le chemin Saint-Pierre-Sud ; puis 2,2 km additionnels pour atteindre la limite de Saint-Tite, par le chemin Saint-Pierre-Sud ; 1,5 km sur le chemin du rang des Pointes ; 2,3 km sur le chemin des Pointes pour atteindre le chemin Le Bourdais ; 2,8 km pour atteindre la rue Notre-Dame ; et 0,6 km pour arriver à l'église. Néanmoins, les chemins d'hiver et les sentiers d'été permettaient à pieds ou à cheval de prendre un raccourci, à partir de l'extrémité sud-ouest du "lac des Chicots" ou un autre raccourci près du "lac Bourdais" en coupant par les lots, contournant ainsi des montagnes du secteur, afin de rejoindre le chemin Le Bourdais.
Avec la construction en 1882 de la route du rang Saint-Georges, les résidents du village de Sainte-Thècle pouvaient emprunter cet autre trajet (même distance que le premier, à partir de l'église) pour atteindre Saint-Tite. Tandis que l'arrivée du chemin de fer en 1887 permettait aux résidents de voyager par le chemin de fer ou à pied sur la voie ferrée pour rejoindre les autres paroisses.